# Шэнбяо

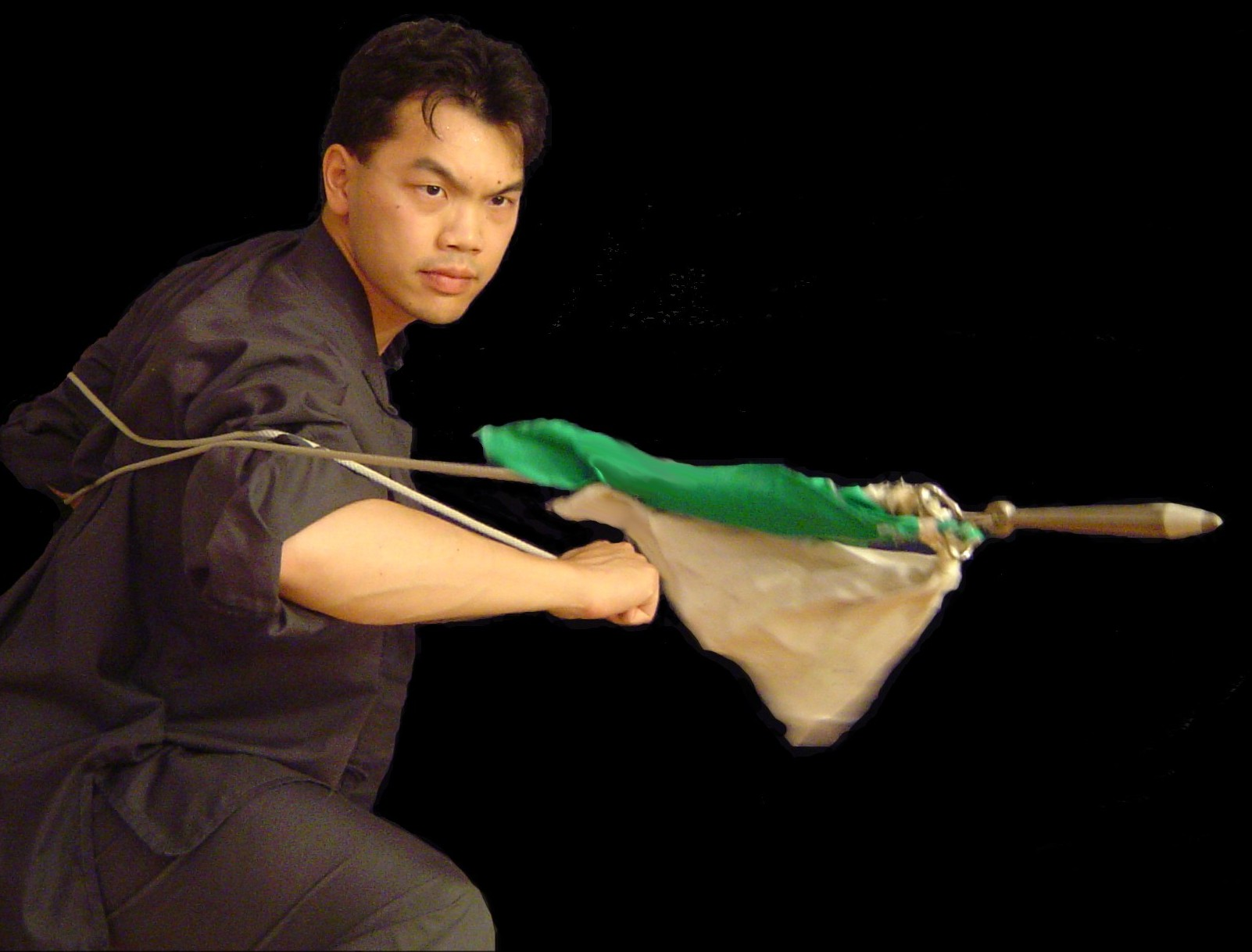
Демонстрация техники шэнбяо

Шэнбяо (кит. трад. 繩鏢, упр. 绳镖, пиньинь shéng biāo, буквально: «дротик на верёвке») — китайское холодное оружие.

## Устройство
Шэнбяо представляет собой оружие, конструктивно сходное с лю син чуй. Оно состоит из металлического ударного груза в виде дротика, закреплённого на верёвке. Ударный груз заканчивается остриём, которое может быть как конической, так и гранёной формы. Общая длина груза для современных вариантов оружия составляет 10—14 см, а для исторических образцов — до 20 см; масса — до 300 г. Посредством одного или нескольких колец груз крепится к верёвке, длина которой может составлять от 3 до 5 м. Сразу за грузом обычно крепится яркий платок или султан, предназначенный для дезориентации противника и улучшения контроля над оружием. Другой конец верёвки завязывается в петлю и надевается на руку.

## Применение
Техника работы «верёвочным копьём» состоит из различных действий. Основным действием является выбрасывание раскрученного дротика в противника, эффективность оружия при этом обусловлено наличием острия. Также шэнбяо может применяться для нанесения ударов по круговой траектории, а в ближнем бою дротик может использоваться как контактное оружие для нанесения колющих ударов. Управление оружием осуществляется правой рукой, в то время как петля надевается на левую руку (для левшей соответственно наоборот), что позволяет менять длину используемой верёвки, производить атаку на расстояние полной длины подвеса и возвращать дротик после атаки.

## Аналоги
Типологически близким к «верёвочному копью» является оружие, у которого в качестве груза вместо дротика используется клинок. В Китае существовало оружие фэйцзянь — «летающий меч». Оно представляло собой кинжальный клинок с гардой, закреплённый на верёвке. В Японии бытовало схожее оружие кёкэцу-сёгэ, представлявшее собой кинжал с рукоятью, к которой крепилась верёвка, причём у рукояти от основного клинка отходил дополнительный, загнутый в виде крюка.

## В искусстве
- Присутствует в серии игр Assassin's Creed в качестве оружия для задушения или притягивания врагов к себе, а именно в Assassin’s Creed III, Assassin's creed IV, Assassin’s Creed Rogue, Assassin's Creed III: Liberation и Assassin's Creed Chronicles China. Более того,  по мифологии Assassin's Creed Chronicles China , главная героиня этой игры, китайская девушка-ассасин Шао Цзюнь, считается изобретательницей данного оружия. В Assassin's Creed Syndicate используется в качестве крюка-кошки
- В фильме Пипец, используется персонажем Убивашка.
- В манге Magi: The Labyrinth of Magic, используется персонажем Джафар.
- В фильме "Шанхайский полдень" искусство Шэнбяо демонстрирует Джеки Чан.